# 斎田一路
斎田 一路（さいた いちろ、1937年2月12日 - 2006年1月18日）は、日本の経営者。共同通信社社長を務めた。

## 来歴・人物
東京都出身。1960年に慶應義塾大学経済学部を卒業し、同年に共同通信社に入社。1994年6月に常務理事に就任し、1996年6月に専務理事を経て、1998年6月から2002年12月までに社長を務めた。電通取締役も務めた。
2006年1月18日下咽頭がんのために死去。68歳没。